# Llac Golovița
El llac Golovița forma part d'un complex de llacunes a la costa del Mar Negre de Romania. Està connectat amb el llac Razelm més gran al nord per un canal de 3,1 km d'amplada, fins al llac Zmeica, al sud, per tres canals estrets, i separat de l’aigua salada del mar Negre per un estret pas de sorra de no més de 46 metres d'amplada en alguns punts del seu marge est. Aquest tancament es va completar artificialment als anys setanta i ha provocat que la llacuna perdi tota salinitat, augmenti els temps de renovació fins a més d’un any i desenvolupi l'eutrofització. Forma part de la Reserva de la Biosfera del Delta del Danubi.
A causa de la seva àmplia connexió, Golovița es troba sovint sota el llac Razelm en documents oficials. El complex del llac Razelm / Golovița és el llac més gran de Romania.